# David Cebrián
David Cebrián Ariza (Barcelona, 27 april 1991) is een Spaans autocoureur.

## Carrière
Cebrián begon zijn autosportcarrière in 2009 in de Spaanse Peugeot 207 Cup, waar hij in 2010 kampioen werd. Dat jaar stapte hij over naar de Seat Leon Eurocup, wanneer hij voor Monlau-Competicion uitkomt in het laatste raceweekend op het Circuit Ricardo Tormo Valencia. Hij eindigde beide races als 21e en was hierdoor de laagst geklasseerde coureur op de veertigste plaats in het kampioenschap. Tussen 2011 kwam hij uit in de Franse Seat León Supercopa en de Spaanse Renault Clio Cup.
In 2014 reed Cebrián niet, maar in 2015 maakte hij zijn debuut in de TCR International Series voor het team JSB Compétition, waarbij hij uitkwam in een Seat León Cup Racer. Hij eindigde de races als veertiende en zesde en werd hierdoor 27e in de eindstand met 8 punten. Hierna keerde hij terug in de Seat Leon Eurocup voor Monlau en werd vijftiende in de rangschikking met 12 punten en een vierde plaats tijdens de laatste race van het seizoen op het Circuit de Barcelona-Catalunya als beste resultaat. Tevens reed hij voor Monlau in het tweede raceweekend van de Renault Sport Trophy op de Hungaroring naast Wolfgang Reip en won de race in de Endurance Trophy, waardoor hij dertiende in dat kampioenschap werd met 25 punten.